# Secret Messages (album)
Pour les articles homonymes, voir Secret Messages.
Albums de Electric Light Orchestra
Time
(1981) Balance of Power
(1986)
Singles
1. Rock 'n' Roll Is King
Sortie : juin 1983
2. Secret Messages
Sortie : août 1983
3. Four Little Diamonds
Sortie : septembre 1983
4. Stranger
Sortie : octobre 1983

Secret Messages est un album d'Electric Light Orchestra sorti en 1983.

## Conception
Secret Messages devait à l'origine être un double album, mais le projet fut jugé trop coûteux et abandonné. Parmi les titres prévus pour le double album, plusieurs ont été réutilisées en face B des singles sortis pour promouvoir l'album : After All en face B de Rock 'n' Roll Is King et Buildings Have Eyes en face B de Secret Messages. Les titres Mandalay et Hello My Old Friend ont vu le jour sur la compilation Afterglow, en 1990. No Way Out, Endless Lies et After All ont été ajoutées à la version remasterisée de l'album parue en 2001. Enfin, le titre Beatles Forever reste quant à lui inédit.
Comme son titre l'indique, Secret Messages (« Messages cachés ») est une réponse à la controverse sur les messages à l'envers qui faisait rage aux États-Unis au début des années 1980, au point que certains États adoptèrent des lois obligeant les albums contenant des passages joués à l'envers à l'indiquer sur leur pochette. La pochette britannique de Secret Messages portait un message similaire parodique, qui fut retiré de la version américaine. L'album lui-même contient de nombreux messages cachés, essentiellement innocents. La controverse n'était pas nouvelle pour le groupe : l'album Eldorado (1974) avait déjà été accusé (sans fondement) de contenir des messages cachés, et Jeff Lynne avait inclus un message caché dans l'album suivant du groupe, Face the Music, disant « La musique peut être inversée, mais pas le cours du temps. Demi-tour ! Demi-tour ! Demi-tour ! ».
Le titre Rock 'n' Roll Is King voit le retour du violoniste Mik Kaminski, qui avait dû quitter le groupe en 1979, mais avait participé aux concerts de 1981-1982. Le bassiste Kelly Groucutt quitte le groupe après l'enregistrement de l'album.

## Titres
Toutes les chansons sont écrites et composées par Jeff Lynne.
| No  | Titre                 | Durée |
| --- | --------------------- | ----- |
| 1.  | Secret Messages       | 4:44  |
| 2.  | Loser Gone Wild       | 5:27  |
| 3.  | Bluebird              | 4:13  |
| 4.  | Take Me On and On     | 4:57  |
| 5.  | Time After Time       | 4:01  |
| 6.  | Four Little Diamonds  | 4:05  |
| 7.  | Stranger              | 4:27  |
| 8.  | Danger Ahead          | 3:52  |
| 9.  | Letter from Spain     | 2:51  |
| 10. | Train of Gold         | 4:20  |
| 11. | Rock 'n' Roll Is King | 3:49  |

| 12. | No Way Out   | 3:28 |
| 13. | Endless Lies | 3:26 |
| 14. | After All    | 2:23 |

## Musiciens
- Jeff Lynne : chant, chœurs, guitare, synthétiseurs, basse, piano, percussions
- Bev Bevan : batterie, percussions
- Richard Tandy : synthétiseurs, piano, piano électrique, harmonica
- Kelly Groucutt : basse, chœurs
- Mik Kaminski : violon (11)
- Dave Morgan : chœurs